# Боа ле Парњи
Боа ле Парњи (фр. Bois-lès-Pargny) насеље је и општина у североисточној Француској у региону Пикардија, у департману Ен (Пикардија) која припада префектури Лаон.
По подацима из 2011. године у општини је живело 188 становника, а густина насељености је износила 18,22 становника/km². Општина се простире на површини од 10,32 km². Налази се на средњој надморској висини од 138 метара (максималној 142 m, а минималној 90 m).

## Демографија
| 1962. | 1968. | 1975. | 1982. | 1990. | 1999. | 2011. |
| ----- | ----- | ----- | ----- | ----- | ----- | ----- |
| 246   | 256   | 222   | 219   | 194   | 172   | 188   |

График промене броја становника у току последњих година